# Gorno Vărșilo, Pazardjik
Gorno Vărșilo (în bulgară Горно Вършило) este un sat în comuna Septemvri, regiunea Pazardjik,  Bulgaria. 

## Demografie
Componența etnică a satului Gorno Vărșilo
     Bulgari (97,61%)
     Nicio identificare (2,38%)
     Altele (0%)
La recensământul din 2011, populația satului Gorno Vărșilo era de 42 locuitori. Din punct de vedere etnic, majoritatea locuitorilor (97,61%) erau bulgari. Pentru 2,38% din locuitori nu este cunoscută apartenența etnică.